# Aidy Bryant
Aidan Mackenzy Bryant (geboren op 7 mei 1987) is een Amerikaanse actrice en komiek. Ze staat bekend als een castlid van de late-night variété-serie Saturday Night Live (2012-2022), en dit vanaf het 38ste seizoen. Voor haar werk voor de serie is ze genomineerd voor twee Primetime Emmy Awards, waaronder voor Outstanding Supporting Actress in a Comedy Series . Haar andere werk omvat een stemrol in de animatieserie Danger & Eggs (2017) en een hoofdrol in de sitcom Shrill (2019-heden), voor laatstgenoemde is ze ook schrijver en uitvoerend producent.

## Vroege leven
Bryant werd geboren in Phoenix, de dochter van Georganna (née Vinall) en Tom Bryant.

## Carrière
Nadat Bryant was afgestudeerd aan Columbia College, toerde ze met de muzikale improvisatiegroep Baby Wants Candy en werd ze benaderd door Second City. Ze trad op met iO Chicago, The Second City en het Annoyance Theatre . Ze was een schrijver en ensemblelid voor zowel "Sky's the Limit, Weather Permitting" en "We're All In This Room Together" in de Second City enz. Stadium.
Bryant maakte haar debuut als feature speler op Saturday Night Live op 15 september 2012. Ze werd gepromoveerd tot een repertoire-speler tijdens haar tweede seizoen op de show.
In 2013 verscheen Bryant met een terugkerende rol in het tweede seizoen van IFC 's Comedy Bang! Bang!, en speelde de segmentproducent van de show. Bryant maakte ook een cameo in The Amazing Spider-Man 2 . Ze heeft gastoptredens gehad in programma's als Broad City, Documentary Now! In 2016 had Bryant een terugkerende rol als Alice in de Louis CK- serie Horace and Pete . In 2017 leverde Bryant de stem van hoofdpersoon DD Danger in de animatieserie Danger & Eggs .
In 2014 werden Bryant, Eli Bruggemann, Chris Kelly, Sarah Schneider en Kate McKinnon genomineerd voor een Primetime Emmy Award in de categorie Outstanding Original Music and Lyrics for the "Home for the Holiday (Twin Bed)". De muziekvideo-sketch werd uitgezonden op 21 december 2013. Ze won de prijs voor vrouwelijke bijrol in een comedyserie tijdens de EWwy-awards van 2015, die de voorstellingen eren die werden afgekeurd door de Emmy's. In 2018 ontving Bryant een nominatie bij de 70e Primetime Emmy Awards voor beste vrouwelijke bijrol in een comedyserie .
In 2019 speelde Bryant in de Hulu- serie Shrill . Nadat Bryant betrokken raakte bij Shrill, als co-schrijver, co-executive producer en als hoofdpersoon, was het de vraag of ze zou terugkeren voor het seizoen 2019-2020 van Saturday Night Live. Vanaf 11 februari 2019 is Bryant van plan om door te gaan met acteren in de show.

## Privéleven
Op 28 april 2018 trouwde Bryant met komiek Conner O'Malley, die schrijver was bij Late Night with Seth Meyers . Ze ontmoetten elkaar in 2008 als artiesten in het Annoyance Theatre in Chicago, en verloofden zich in 2016.

## Filmografie

### Film
| Jaar | Titel                    | Rol                    | Opmerkingen                           |
| ---- | ------------------------ | ---------------------- | ------------------------------------- |
| 2014 | The Amazing Spider-Man 2 | Statue of Liberty Lady |                                       |
| 2014 | Kinderen                 | Sarah                  | Korte film                            |
| 2015 | Prom Queen               | Leraar # 1             | Korte film                            |
| 2016 | Brother Nature           | Dana Curlman           |                                       |
| 2016 | Darby Forever            | Darby                  | Korte film; ook schrijver en producer |
| 2017 | The Big Sick             | Maria                  |                                       |
| 2017 | The Star                 | Ruth (stem)            |                                       |
| 2018 | I Feel Pretty            | Vivian                 |                                       |

### Televisie
| Jaar      | Titel                                       | Rol                                 | Opmerkingen                                          |
| --------- | ------------------------------------------- | ----------------------------------- | ---------------------------------------------------- |
| 2012-2014 | Shrink                                      | Kendra Harnz                        | 3 afleveringen; ook schrijver van 2 afleveringen     |
| 2012-2022 | Saturday Night Live                         | Haarzelf / verschillende personages | 177 afleveringen                                     |
| 2012      | Saturday Night Live Weekend Update Thursday | Rechter / beschermheer / vrouw      | 2 afleveringen                                       |
| 2013      | Komedie Bang! Bang!                         | Segmentproducent                    | 2 afleveringen                                       |
| 2014      | The Greatest Event in Television History    | Amy                                 | Aflevering: "Bosom Buddies"                          |
| 2015      | Broad City                                  | Allie                               | Aflevering: "St. Marks"                              |
| 2015      | Documentary Now!                            | Anne Severino                       | Aflevering: "A Town, a Gangster, a Festival"         |
| 2015      | The Awesomes                                | Onbekend personage (stem)           | 2 afleveringen                                       |
| 2015-2017 | Girls                                       | Abigail                             | 4 afleveringen                                       |
| 2016      | Horace and Pete                             | Alice Wittel                        | 4 afleveringen                                       |
| 2017      | Danger & Eggs                               | DD Danger (stem)                    | 13 afleveringen                                      |
| 2017      | At Home with Amy Sedaris                    | Mulaak                              | Aflevering: "Out of This World"                      |
| 2018      | Portlandia                                  | Patience                            | Aflevering: "Gedeelde werkruimte"                    |
| 2018      | Unbreakable Kimmy Schmidt                   | Tabby Bobatti                       | Aflevering: "Party Monster: Scratching the Surface"  |
| 2019      | The Other Two                               | Haarzelf                            | Aflevering: "Chase neemt een muziekvideo op"         |
| 2019-2021 | Schrill                                     | Annie Easton                        | 14 afleveringen; ook bedenker, schrijver en producer |